# Ras (protein)

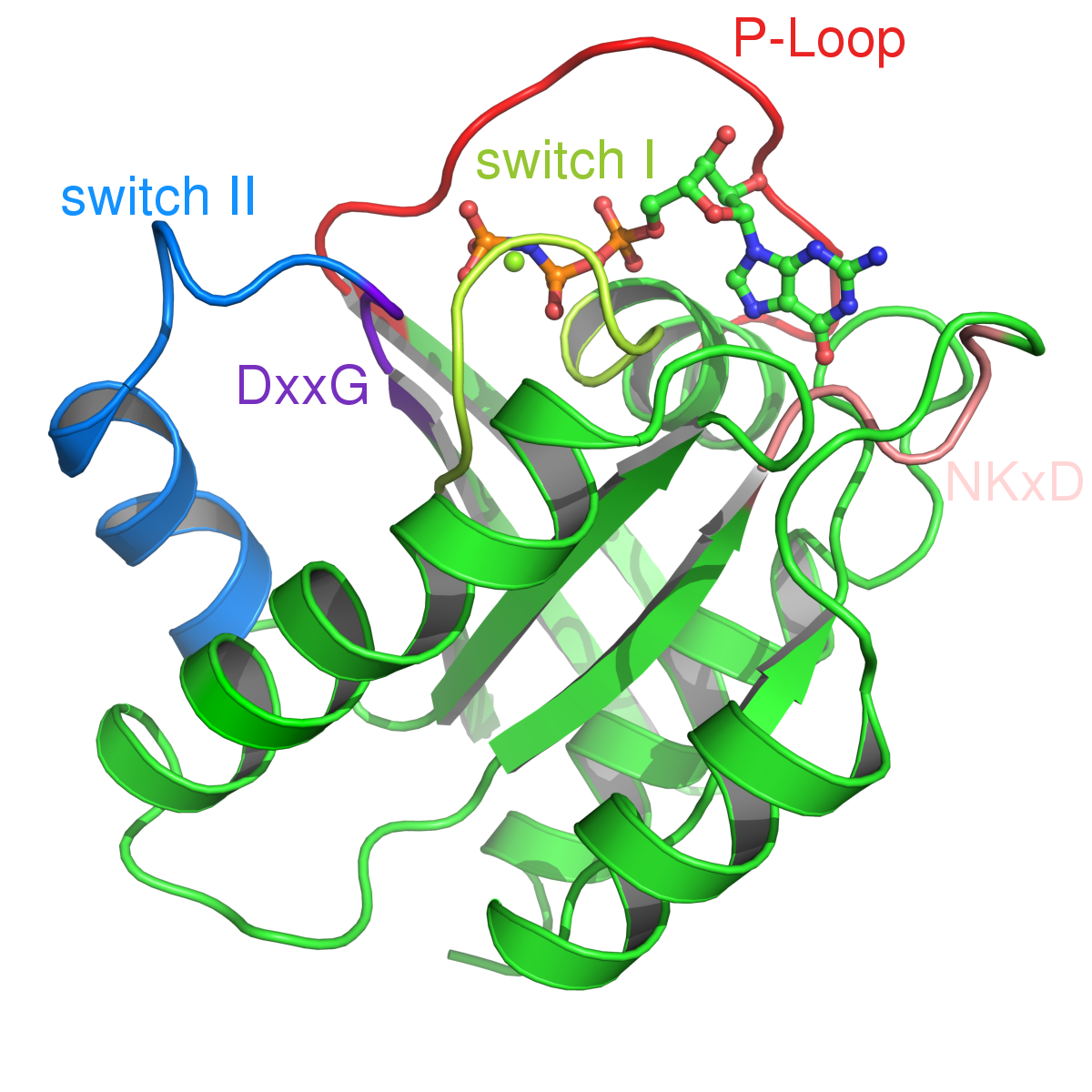
Protein Ras

Ras (též p21ras) je rodina genů ze skupiny protoonkogenů, které kódují malé monomerické proteiny schopné vázat na sebe GTP. Chovají se jako GTPázy. Mimo vlastní gen Ras jsou známy i další příbuzné geny, jako Rho, Rac a Cdc42.

## Gen
Gen kódující Ras je významný především z toho hlediska, že jeho mutace může způsobit vznik rakoviny, patří tedy mezi protoonkogeny. Vyskytuje se v určité podobě zřejmě u všech eukaryot.

## Protein
Ras proteiny mají významnou roli v buněčné signalizaci a komunikaci. Konkrétní funkce se však může v těle lišit buňku od buňky. V jistých případech stimuluje adenylátcyklázu (což vede k produkci cAMP), především u hub zase umožňuje přenos informace o pohlaví okolních jedinců, v dalších případech stimuluje proliferaci (buněčné dělení) či diferenciaci.
Pokud má být Ras protein aktivní, musí na něj být v procesu prenylace navázána jistá uhlovodíková skupina, tzv. prenyl. To tomuto proteinu umožní navázat se na membránu. Samotná aktivace je pak způsobena navázáním GTP místo GDP pomocí proteinů ze skupiny GNRP (guanosine-nucleotide releasing protein); deaktivace je umožněna bílkovinami ze skupiny GAP (GTPase activating protein). Konkrétně bývá signál na Ras proteiny přinesen z tyrosinkinázových receptorů na membráně, Ras následně aktivuje tzv. MAP kinázu kinázu kinázu, ta aktivuje MAP kinázu kinázu a ta konečně aktivuje MAP kinázu.